# Ofensiva do Ramadã de 2006
Ofensiva do Ramadã de 2006 refere-se aos ataques orquestrados pela insurgência iraquiana durante o mês sagrado muçulmano do Ramadã em 2006, três anos após a ofensiva original do Ramadã. 

## Desenvolvimento
A ofensiva do Ramadã visou alvos militares estadunidenses, iraquianos e outros da Coalizão, mas também um grande número de civis também foram mortos por esquadrões da morte. A maioria dos assassinatos de civis foi conduzida pelo Exército Mahdi, que procurava eliminar a população sunita de Bagdá.
Essa ofensiva coincidiu com uma operação da coalizão chamada Operação Together Forward, que visava reduzir significativamente a violência em Bagdá, haja vista a insurgência havia intensificado-se desde o ataque em meados de fevereiro de 2006 à Mesquita de Al-Askari, um importante santuário muçulmano xiita, em Samarra. 
No entanto, a operação falhou e os insurgentes conseguiram capturar vários distritos de Bagdá, além disso os insurgentes fizeram enormes ganhos no oeste de Al Anbar e na província de Babil, no sul, forçando a coalizão e as forças de segurança iraquianas a se retirarem de um grande número de aldeias e cidades.
Neste período também ocorre a Batalha de Amarah, durante a qual combatentes do Exército Mahdi entraram em confronto com a polícia, que eram membros da Organização Badr, pelo controle da cidade de Amarah, no sul.